# Garten-Dahlie

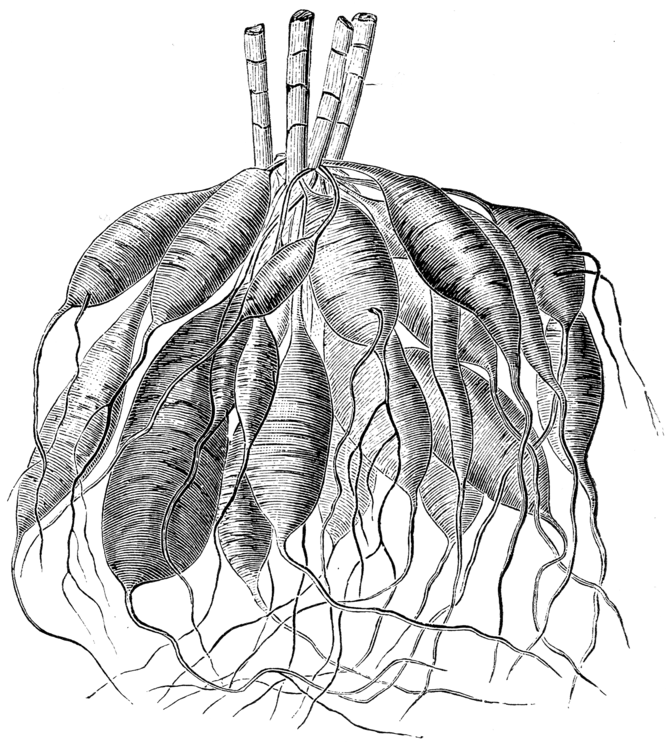
Knollenwurzeln der Garten-Dahlie, Illustration

Die Garten-Dahlie (Dahlia × hortensis) ist eine Pflanzenart aus der Gattung der Dahlien (Dahlia) in der Familie der Korbblütler (Asteraceae).

## Merkmale
Die Garten-Dahlie ist eine ausdauernde krautige Pflanze mit Knollenwurzeln, die Wuchshöhen von 15 bis 160 Zentimeter erreicht.
Die Blüten sind rot, purpur, orange, hell- und dunkelviolett, gelb, weiß cremefarben oder rosa gefärbt.
Die Blütezeit reicht von Juli bis Oktober, selten schon ab Mai.

## Nutzung
Die Garten-Dahlie wird verbreitet als Zierpflanze in Rabatten und Sommerrabatten sowie als Schnittblume und für Blumentöpfe, Kübel und Schalen genutzt. In Deutschland wurde sie zunächst als Knollenfrucht kultiviert.

## Herkunft
Die Garten-Dahlie (Dahlia × hortensis) ist ursprünglich eine Hybride aus Scharlach-Dahlie (Dahlia coccinea) und Großfiedriger Dahlie (Dahlia pinnata). 1817 gab es schon mehr als 100 Sorten. Die erste Garten-Dahlie in Deutschland mit gefüllten Blüten gab es im Jahr 1808. Ab dem Jahr 1832 wurde auch die weißblütige Dahlia scapigera eingekreuzt, die an der Entstehung von niedrigen Sorten beteiligt ist. Bis heute wurden um die 20.000 Sorten beschrieben.
Es gibt 10 Sortengruppen (England, UK: 14 [RHS]):
- Einfache Dahlien
- Anemonenblütige Dahlien
- Päonienblütige Dahlien
- Ball-Dahlien
- Kaktus-Dahlien (wenn die Strahlenenden gegabelt sind: Hirschgeweih-Dahlien)
- Semikaktus-Dahlien
- Schmuck-Dahlien
- Pompon-Dahlien
- Halskrausen-Dahlien
- Gemischte Dahlien

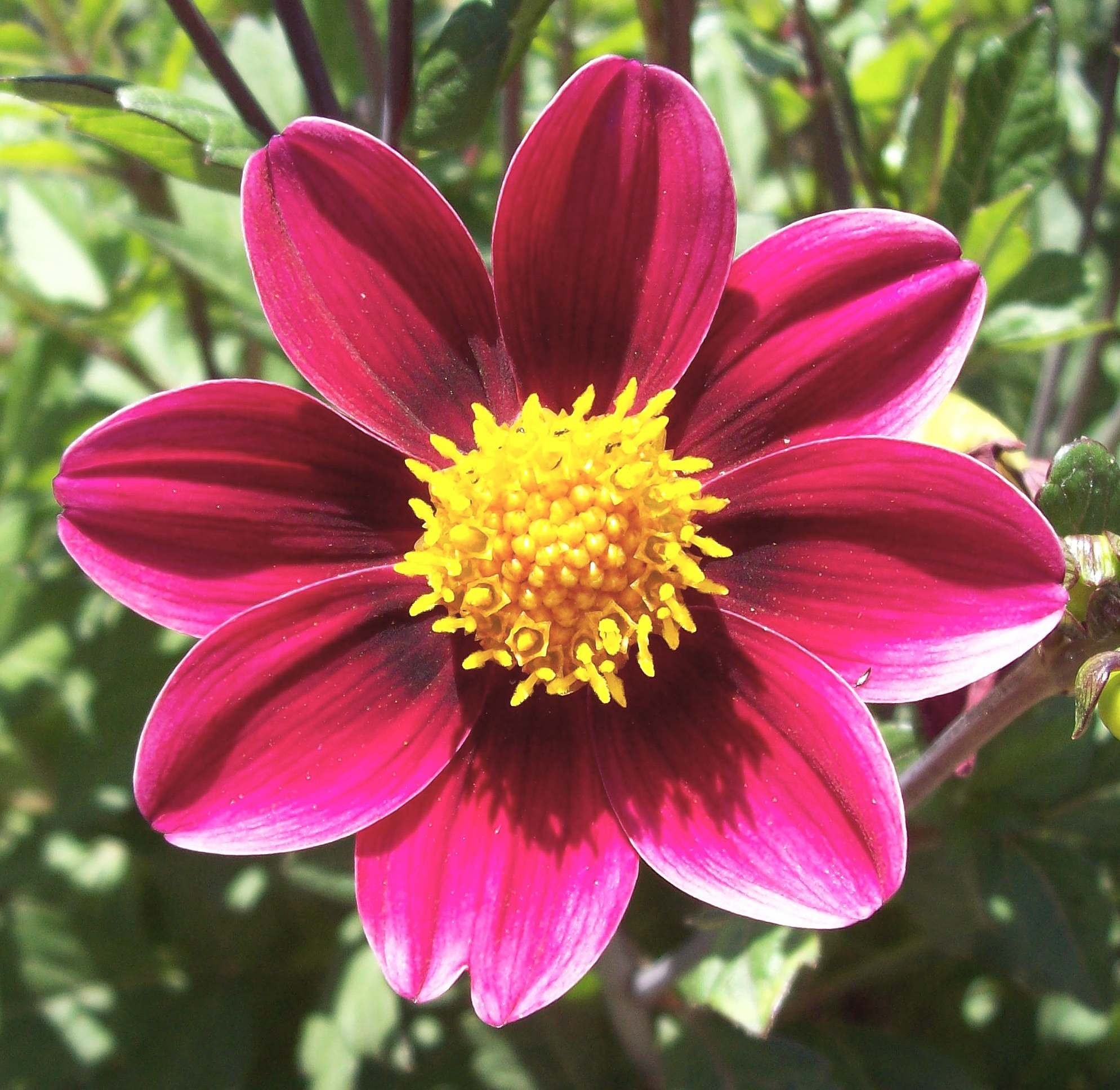
Einfache Dahlie (Sorte 'Topmix Purple')
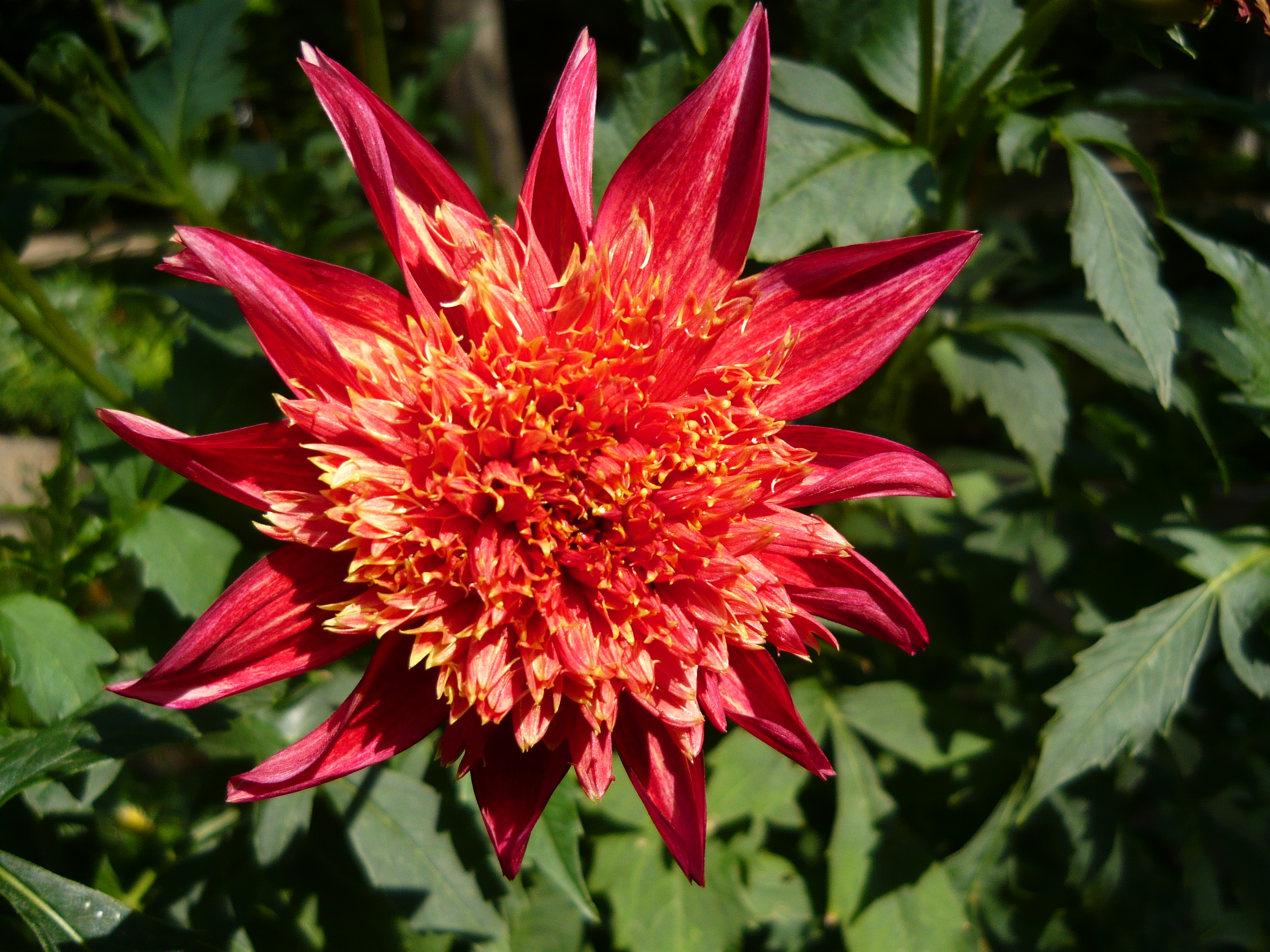
Anemonenblütige Dahlie (Sorte 'Jive')
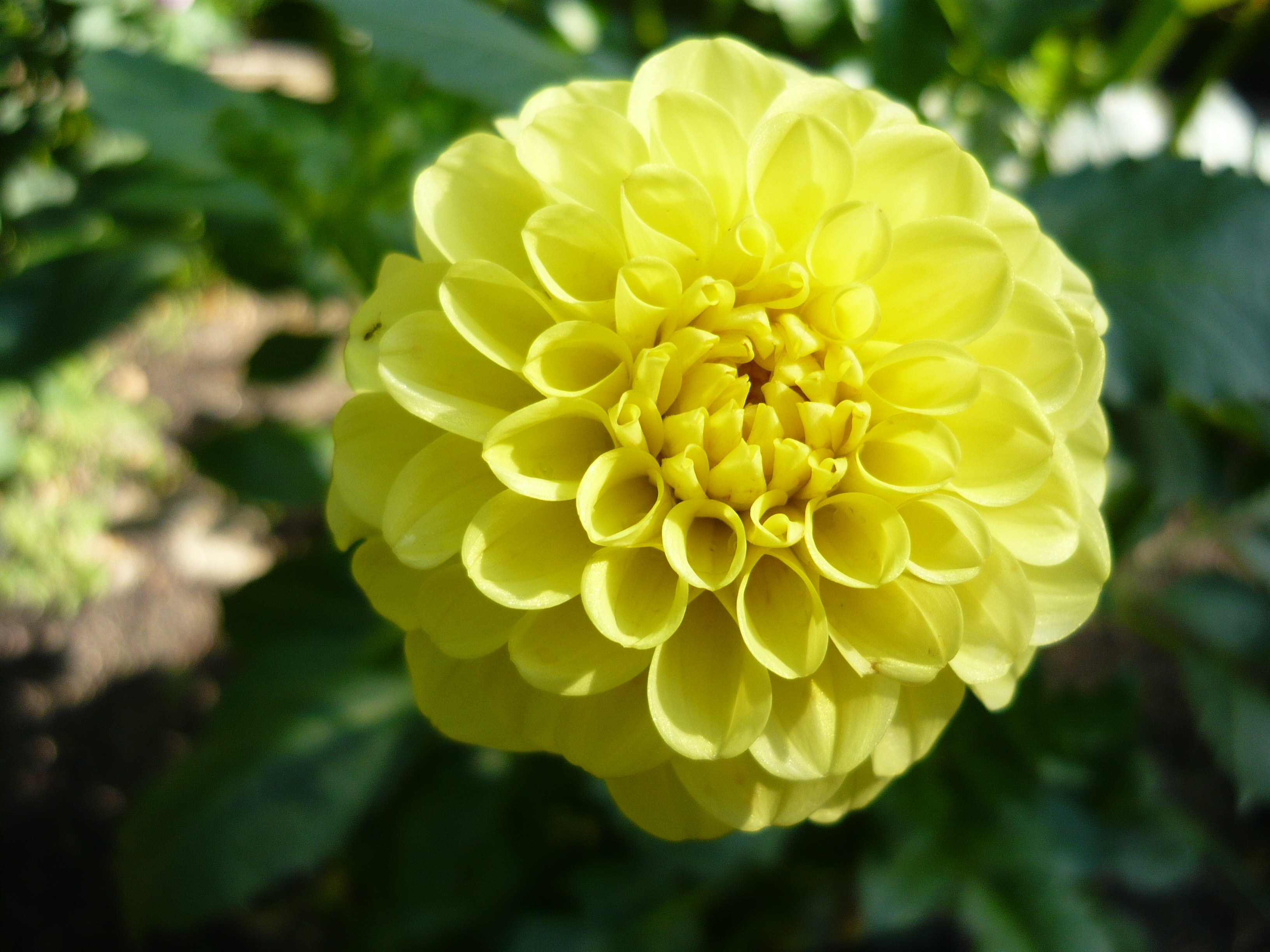
Ball-Dahlie (Sorte 'Golden Torch')
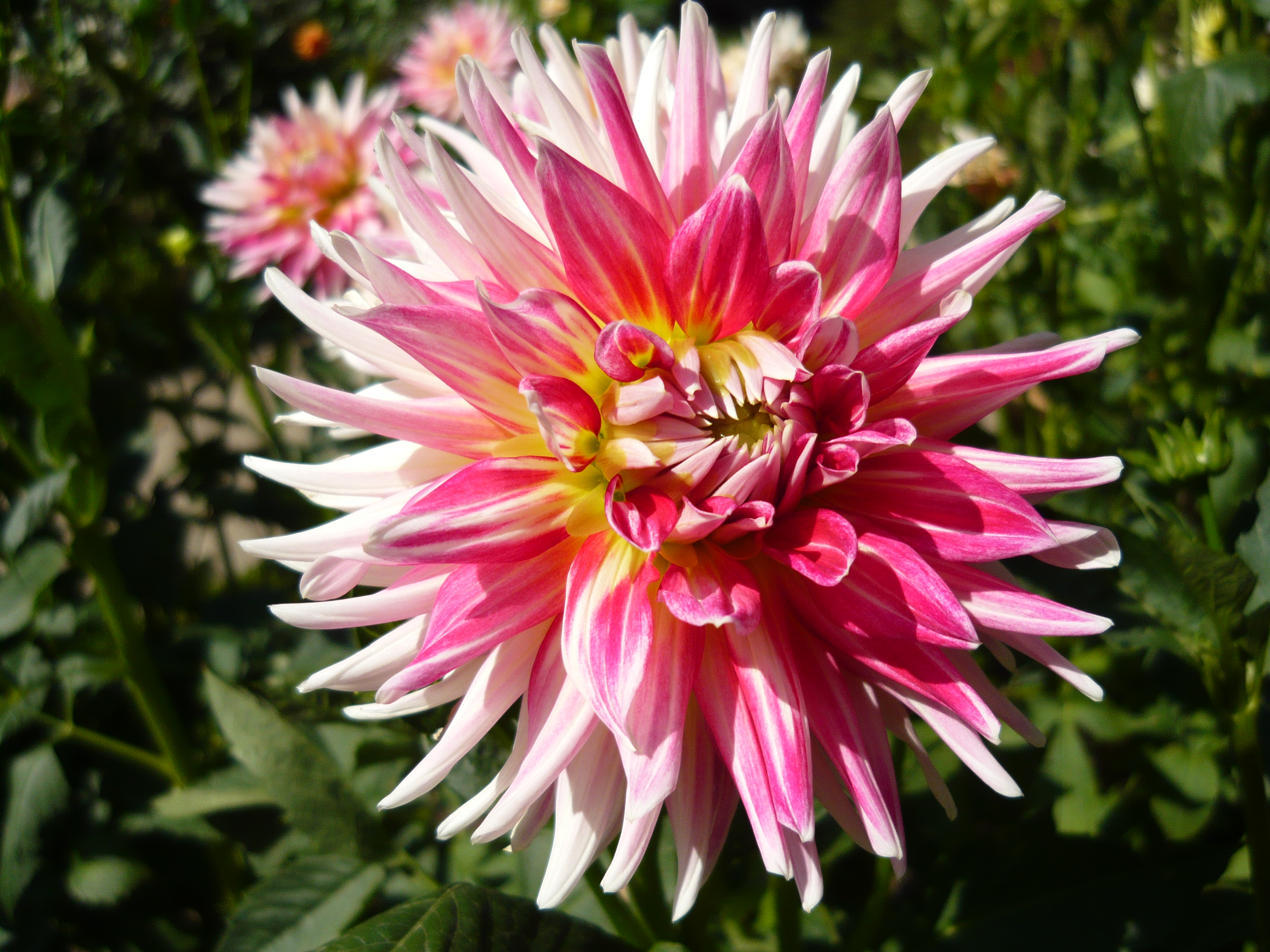
Kaktus-Dahlie (Sorte 'Cha cha')
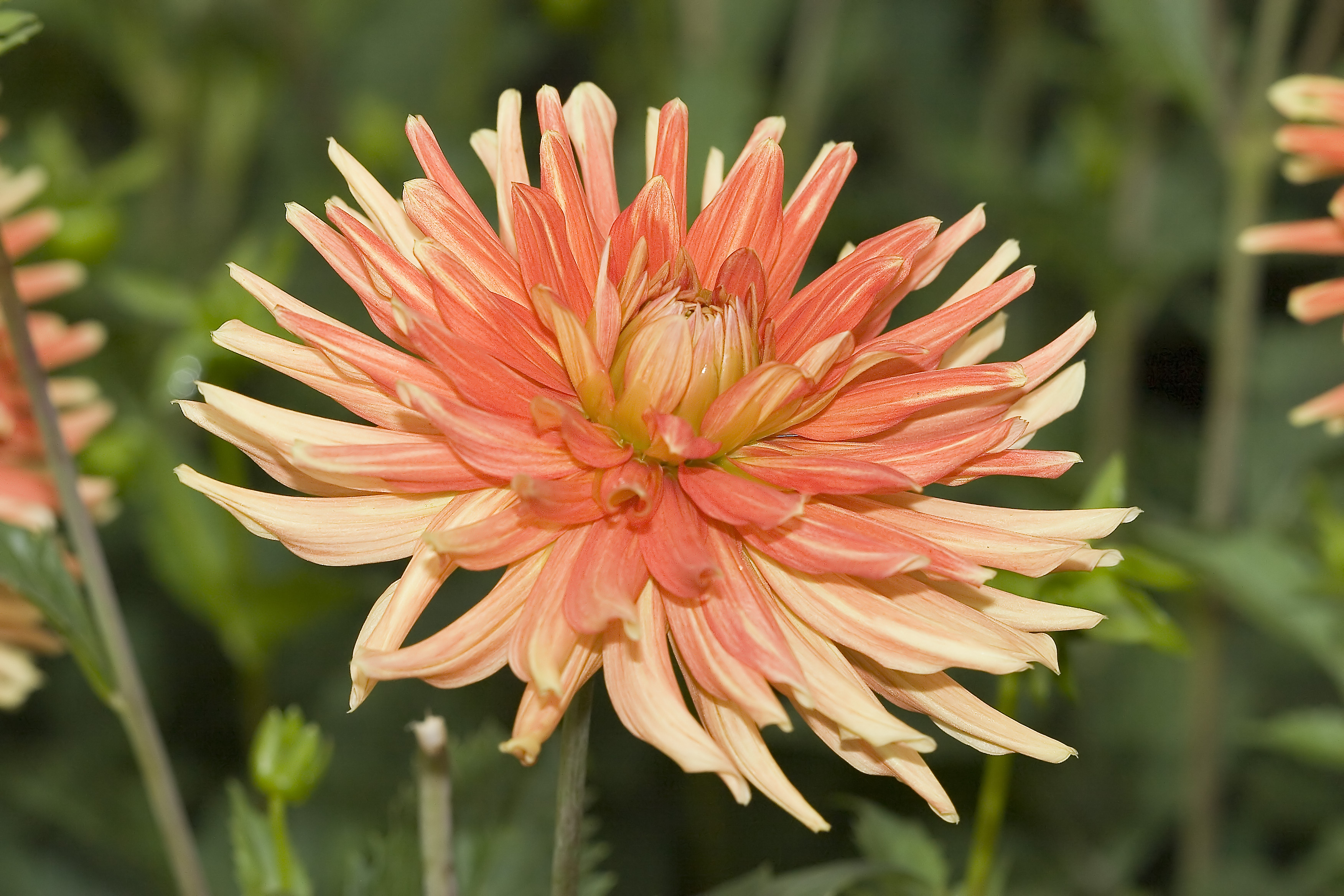
Semikaktus-Dahlie (Sorte 'Goldorange')
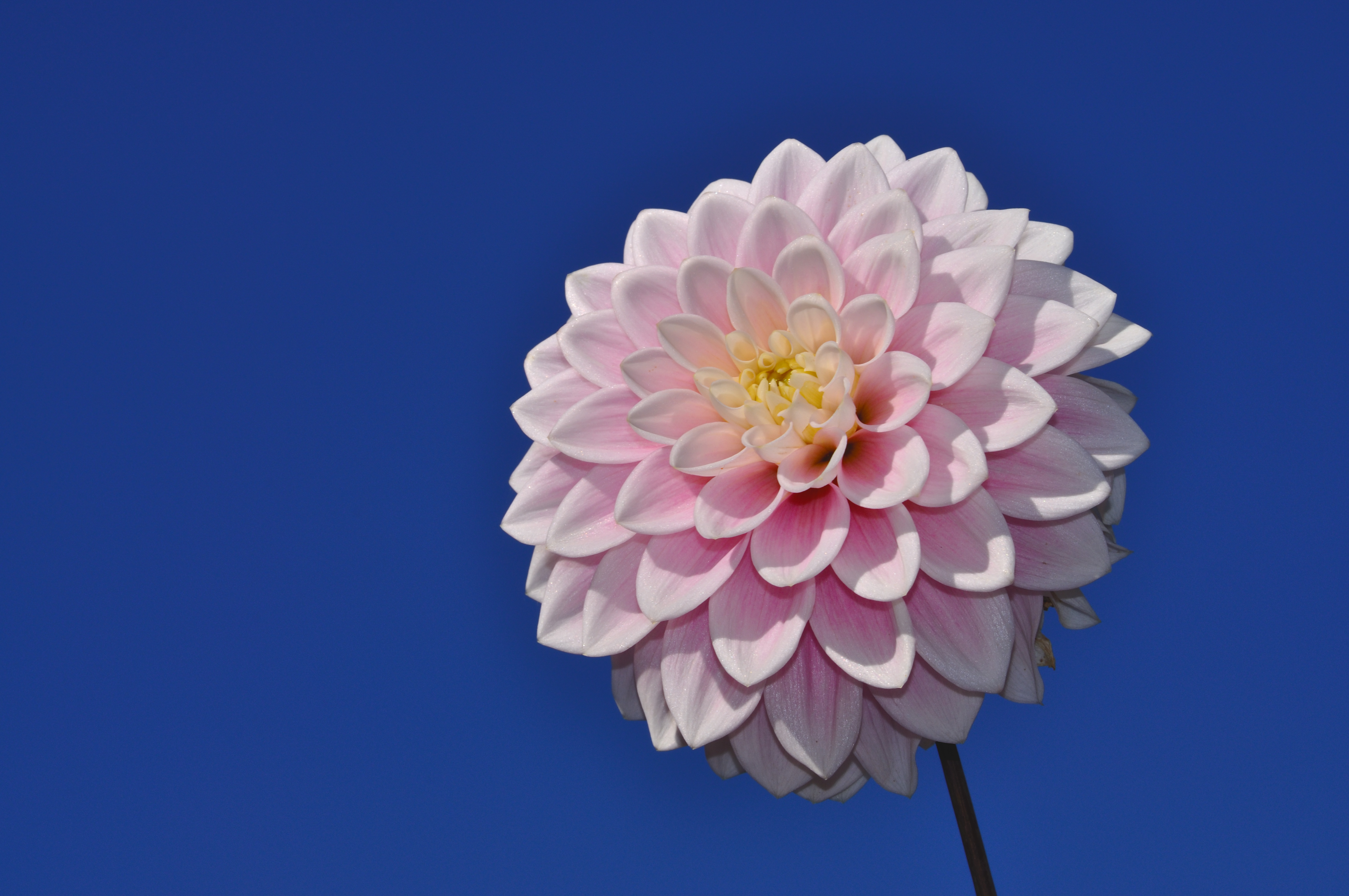
Schmuck-Dahlie (Sorte 'Zebrano')
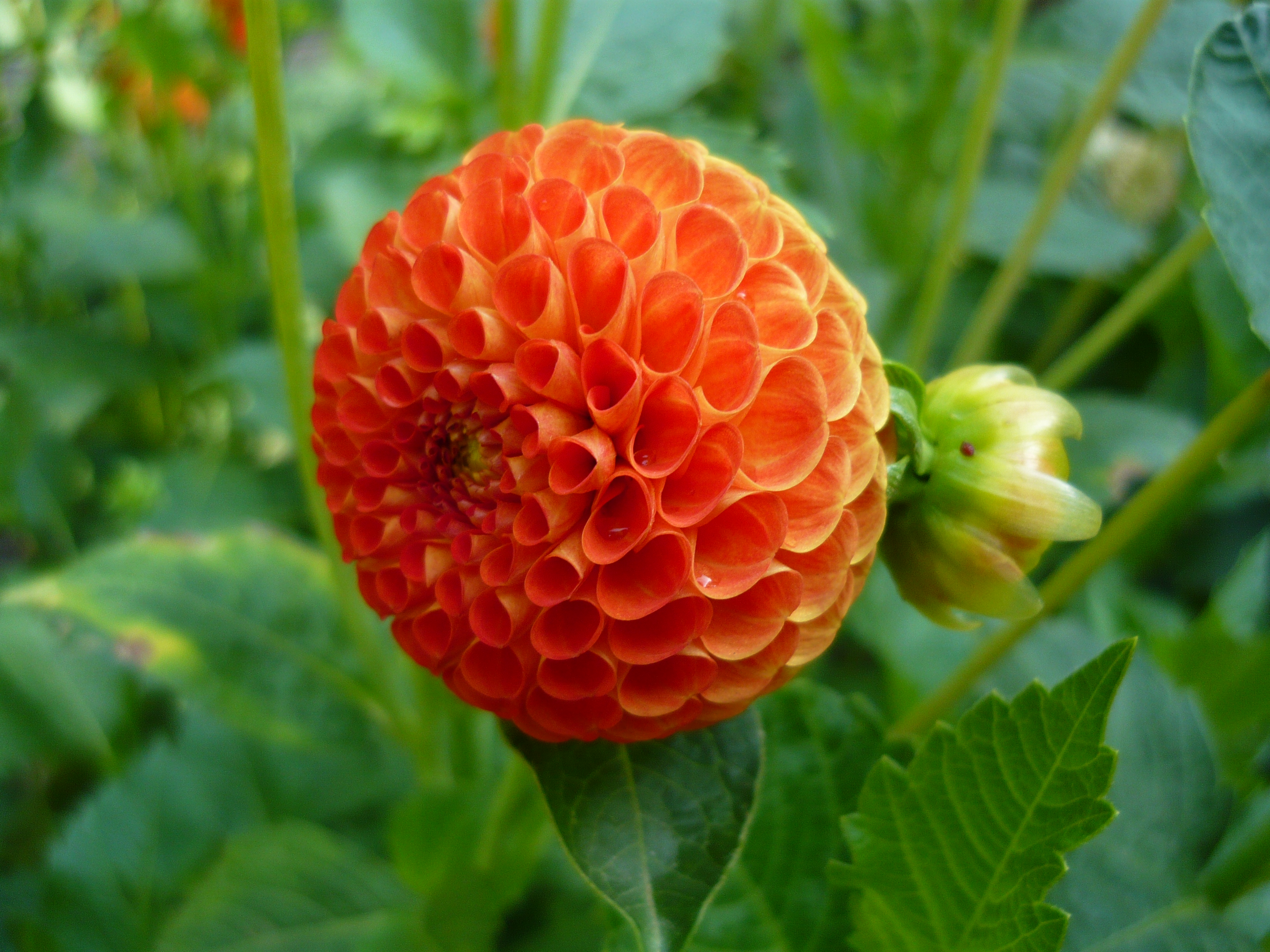
Pompon-Dahlie (Sorte 'Bantling')
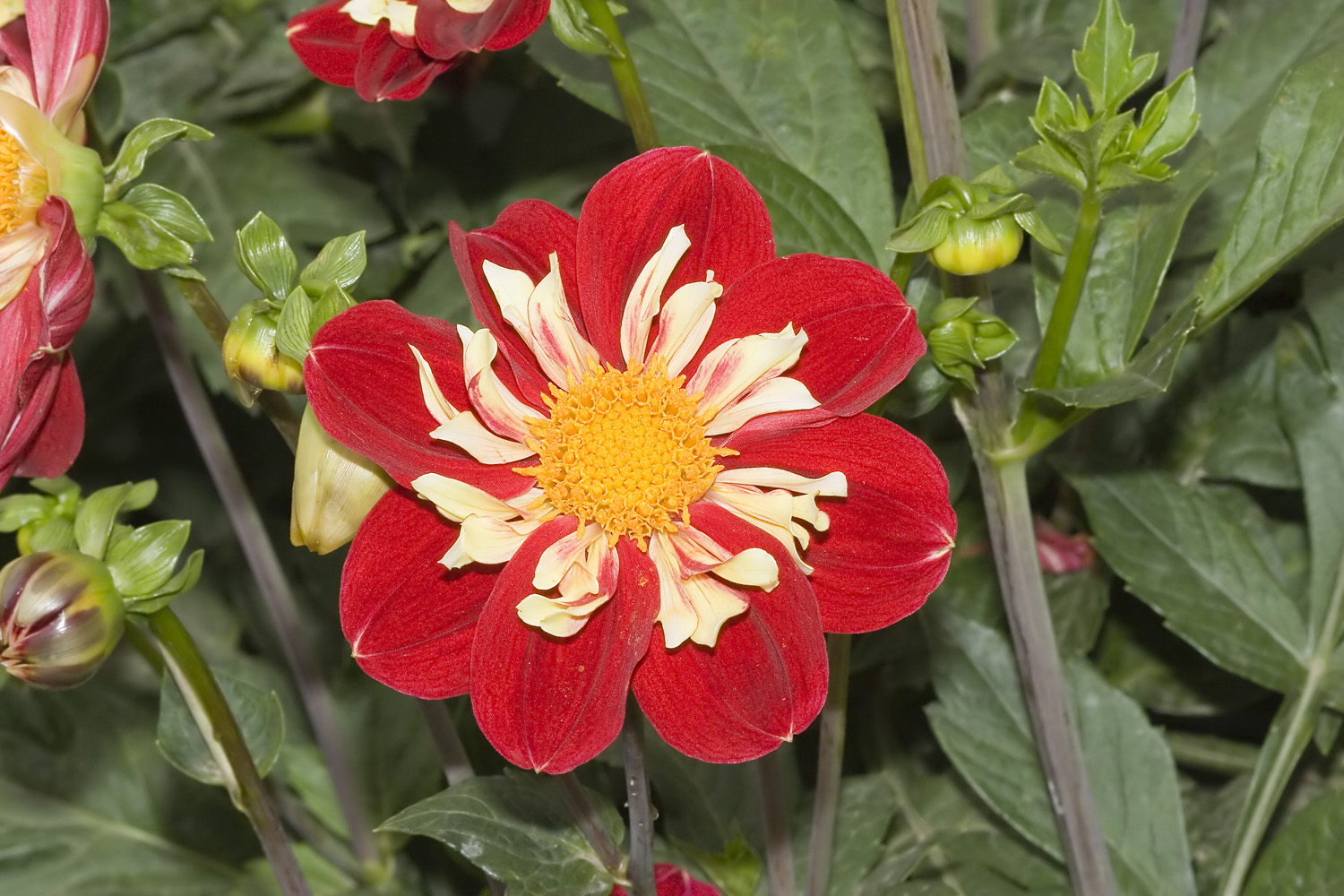
Halskrausen-Dahlie (Sorte 'Raisa')

## Synonyme
Synonyme für die Garten-Dahlie (Dahlia × hortensis) sind Dahlia juarezii hort., Dahlia pinnata hort. non Cav. und Dahlia variabilis hort. non (Willd.) Desf.

## Belege
- Eckehart J. Jäger, Friedrich Ebel, Peter Hanelt, Gerd K. Müller (Hrsg.): Rothmaler Exkursionsflora von Deutschland. Band 5: Krautige Zier- und Nutzpflanzen. Spektrum Akademischer Verlag, Berlin Heidelberg 2008, ISBN 978-3-8274-0918-8.